# Barranc de la Martinenca
El barranc de la Martinenca és un curs fluvial de la comarca del Montsià, situat al municipi d'Alcanar. Forma part de les rieres de la Serra de Montsià. L'inici és el barranc del Bassiol, al que se li uneix per la dreta el barranc del Racó de la Riba, provinents de la zona culminal de la Serra del Montsià. Desemboca a la platja del Barranc de la Martinenca.